# Репатриация косовских адыгов
Репатриация косовских адыгов (черкесов) — процесс возвращения на родину крупной группы адыгов (черкесов) из албанских регионов Косова и Метохии, оказавшихся под угрозой гибели в ходе сербско-албанского конфликта в 1998 году.

## Предыстория
В феврале 1998 года между албанскими повстанцами и Союзной Республикой Югославией начались боевые действия. В июне 1999 года в конфликт вмешались силы НАТО, принудившие СРЮ подписать Военно-техническое соглашение в Куманове. В то же время в регионе наблюдались всяческие ущемления прав граждан неалбанского происхождения со стороны Армии освобождения Косова.

## Причины репатриации
С приходом к власти в Косово албанцев, интересы просербски настроенных адыгов  часто притеснялись. Начало боевых действий лишь усугубило их положение, так как  албанские повстанцы требовали от них уплаты налога в пользу АОК, угрожая расправой в случае отказа. Невозможность продать свое имущество не давала адыгскому населению Косова вернуться на историческую родину.

## Вопрос о репатриации
Вопрос о репатриации адыгского населения Косова назрел давно. С 1994 года между представителями диаспоры в СРЮ и властями Адыгеи согласовывались место переезда и компенсация. В 1998 году с началом боевых действий положение адыгов в Косове резко ухудшилось, что заставило ускорить процесс репатриации. Президент Адыгеи Аслан Джаримов отправляет письма в МИД РФ и в посольство РФ в Югославии с просьбой о помощи в организации выезда адыгов в Россию и предоставлении им гражданства. 3 июля 1998 года правительство РФ приняло Постановление № 690 «О неотложных мерах  государственной  поддержки переселения адыгов (черкесов) из Автономного края Косово (Союзная Республика Югославия) в Республику Адыгея». Вскоре МИД Югославии заявил об отсутствии каких-либо препятствий принятию югославскими гражданами решения по собственной свободной воле о дальнейшем постоянном проживании в любой стране. Отъезд черкесов намечается на 31 июля—1 августа.

## Выезд на историческую родину
31 июля 1998 года в автобусах черкесы добрались до Белграда, откуда самолетом улетели в Россию. Прибыв в аэропорт Минеральные Воды, репатрианты  направились в Адыгею, где им было выделено более 150 га земли и 9,6 млн рублей на строительство новой деревни. В 2007 году новый населённый пункт получил наименование Мафэхабль, в переводе с адыгского «счастливый аул».

## Значимость
Событие считается важным в истории Адыгеи, ведь впервые на государственном уровне было организовано возвращение на Родину большой группы черкесов-соотечественников, которые оказались под угрозой гибели в ходе сербо-албанского конфликта в автономном крае Косово и Метохия. Это событие послужило началом возвращению адыгов всего мира на историческую родину. Репатриация черкесов 1998 года была первым примером конструктивного диалога Правительств страны и субъекта в сложных геополитических условиях.